# Black Country Communion (album)
Black Country Communion è il primo album in studio del supergruppo statunitense omonimo, pubblicato il 20 settembre 2010 in Europa dalla Mascot Records e il giorno seguente negli Stati Uniti dalla J&R Adventures.

## Tracce
1. Black Country – 3:15 (testo: Glenn Hughes – musica: Glenn Hughes, Joe Bonamassa)
2. One Last Soul – 3:52 (testo: Glenn Hughes – musica: Glenn Hughes, Bonamassa)
3. The Great Divide – 4:45 (testo: Glenn Hughes – musica: Glenn Hughes, Bonamassa)
4. Down Again – 5:46 (testo: Glenn Hughes – musica: Glenn Hughes, Joe Bonamassa, Derek Sherinian)
5. Beggarman – 4:52 (Glenn Hughes)
6. Song of Yesterday – 8:33 (testo: Glenn Hughes, Joe Bonamassa, Kevin Shirley – musica: Joe Bonamassa, Kevin Shirley)
7. No Time – 4:19 (Glenn Hughes)
8. Medusa – 6:57 (Glenn Hughes) – originariamente interpretata dai Trapeze
9. The Revolution in Me – 4:59 (testo: Joe Bonamassa – musica: Joe Bonamassa, Derek Sherinian)
10. Stand (At the Burning Tree) – 7:02 (testo: Glenn Hughes – musica: Glenn Hughes, Joe Bonamassa)
11. Sista Jane – 6:55 (testo: Glenn Hughes – musica: Glenn Hughes, Joe Bonamassa)
12. Too Late for the Sun – 11:21 (testo: Glenn Hughes – musica: Glenn Hughes, Joe Bonamassa, Jason Bonham, Sherinian, Shirley)

## Formazione
- Glenn Hughes – voce, basso
- Joe Bonamassa – chitarra, cori; voce (tracce 6 e 9)
- Derek Sherinian – tastiera
- Jason Bonham – batteria, percussioni

Altri musicisti
- Jeff Bova – orchestrazione
- Patrick D'Arcy – uilleann pipes, tin whistle